# Carl Jansson
Carl Peter Jansson (i riksdagen kallad Jansson i Edsbäcken senare Jansson i Filipstad), född 29 juni 1858 i Färnebo socken, död 3 februari 1942 i Filipstad, var en svensk lantbrukare och politiker (liberal). Far till riksdagsmannen Theodor Edsbäcker.
Carl Jansson, som kom från en bondefamilj, var lantbrukare i Edsbäcken i Färnebo landskommun, där han också var kommunalstämmans ordförande 1910 och kommunalfullmäktiges ordförande 1919–1924. Jämsides med sitt jordbruk var han också banvakt och banmästare vid Bergslagernas järnvägar.
Han var riksdagsledamot i andra kammaren 1900–1914 samt 1918–1932, år 1900–1908 för Färnebo härads valkrets, 1909–1911 för Östersysslets domsagas valkrets, 1912–1914 samt 1918–1921 för Värmlands läns östra valkrets och 1922–1932 för Värmlands läns valkrets. Som kandidat för Frisinnade landsföreningen tillhörde han dess riksdagsgrupp Liberala samlingspartiet, efter den liberala partisplittringen efterföljt av Frisinnade folkpartiet. Han var bland annat ledamot i lagutskottet 1906–1914, konstitutionsutskottet 1918–1924 och 1929–1932 samt första lagutskottet 1925–1928. Som riksdagsledamot engagerade han sig bland annat i jordbruks- och skogsfrågor och skrev 24:a egna motioner bl.a. om sänkning av riksdagsledamöters arvode med 1/3 del.